# Conus amoni
Espèce
Conus amoni est une espèce de mollusques gastéropodes marins de la famille des Conidae.
Comme toutes les espèces du genre Conus, ces escargots sont prédateurs et venimeux. Ils sont capables de « piquer » les humains et doivent donc être manipulés avec précaution, voire pas du tout.

## Taxonomie

### Publication originale
L'espèce Conus amoni a été décrite pour la première fois en 2023 par le malacologiste allemand Felix Lorenz (d) dans « Conchylia »,.

### Synonymes
- Conus (Phasmoconus) amoni (Lorenz, 2023) · appellation alternative
- Phasmoconus amoni Lorenz, 2023 · non accepté